# Хімічний інститут Канади
Хімі́чний інсти́тут Кана́ди, ХІК (англ. Chemical Institute of Canada, CIC), до 1945 — Кана́дський інсти́тут хі́мії (англ. Canadian Institute of Chemistry) — канадська професійна парасолькова організація для дослідників і фахівців у галузі хімії.

## Історія
Заснований у 1921 році як Канадський інститут хімії, поки не об'єднався з іншими групами в 1945 році під своєю нинішньою назвою.
Організація складається з двох груп: Канадське товариство хімічної інженерії (засноване в 1966 році) і Канадське хімічне товариство (засноване в 1985 році). Канадське товариство хімічної технології (засноване в 1973 році) раніше було третьою дочірньою організацією, але внаслідок структурної реорганізації ХІК у 2022 році цю групу перейменували на предметний підрозділ «Технологи і техніки» Канадського хімічного товариства.
Станом на 2012 рік Хімічний інститут Канади уклав угоду з Товариством хімічної промисловості та його підрозділом у Канаді, згідно з якою він став форумом ХІК.

## Конференції
Щороку Хімічний інститут Канади проводить конференцію, на якій збираються дослідники та фахівці з усієї Канади. Вважається, що перша конференція в 1918 році складалася лише зі 100 осіб і привела до утворення Хімічного товариства Канади. У 2017 році 100-та конференція відбулася в Торонто, що збіглося зі 150-річчям Канади.

## Відзнака
Її найвищою нагородою є медаль Хімічного інституту Канади, яка вручається щорічно з 1951 року.

## Стипендіати
Хімічний інститут Канади надає стипендії та почесні стипендії. Нижче наведений перелік вибраних стипендіатів:
- Роберт Акман, стипендіат
- Том Бейкер, стипендіат
- Альфред Бейдер, почесний стипендіат
- Расселл Дж. Бойд, стипендіат
- Говард Чарльз Кларк, стипендіат
- Масад Дамга, стипендіат
- П'єрр Деслонґчампс, стипендіат
- Сюзен Фортьє, стипендіат
- Джек Галперн, стипендіат
- Марк Лотенс, стипендіат
- Дженніфер Лав, стипендіат
- Стефані Макквар'є, стипендіат
- Джон Чарльз Полані, почесний стипендіат
- Тіто Скаяно, стипендіат
- Вільям Джордж Шнайдер, стипендіат
- Віктор Снекус, стипендіат
- Дональд Ф. Вівер, стипендіат